# غون هوم
غون هوم (بالإنجليزية: Gone Home)‏ ، هي لعبة فيديو إلكترونية من نوع رعب وتصويب منظور الشخص الأول ومغامرات، أنتجت سنة 2013م، وتعمل لأنظمة بلاي ستيشن 4 وإكس بوكس ون ونظام ويندوز ولينكس وأو إس إكس، طورها ونشرها كل من شركتي ماجسيكو وفولبرايت الأمريكيتين.